# Boca da Mata
Boca da Mata este un oraș în statul Alagoas (AL) din Brazilia.